# Квіткоїд червоноголовий
Квіткоїд червоноголовий (Dicaeum nehrkorni) — вид горобцеподібних птахів родини квіткоїдових (Dicaeidae).

## Поширення
Ендемік індонезійського острова Суматра. Його природні місця проживання — субтропічні або тропічні вологі низовинні ліси і субтропічні або тропічні вологі гірські ліси. Мешкає в гірських лісах і на узліссях на висотах від 200 до 2400 м.

## Спосіб життя
Раціон птаха складається з фруктів і ягід, а також, ймовірно, з нектару та пилку. Трапляється переважно в кроні дерев і шукає поживу наодинці або парами, часто його можна спостерігати в змішаних зграях птахів. Його розмноження та міграційна поведінка недостатньо вивчені.